# Doki
Doki（ドキ）は、西日本放送で放送されていた深夜バラエティ番組。西日本放送で唯一の自社制作バラエティ番組枠として、前番組の女子アナの深夜はおまかせ!から枠を引き継ぐ形で2010年10月6日に放送を開始。以後、3回の放送時間変更によって開始が25分遅くなりながらも30分番組として約3年半続いたが、2014年3月27日に放送を終了し、ガリゲルが30分繰り上げてこの枠へ移動した。これにより西日本放送の深夜ローカル枠は月曜日へ移動し、こちらハッピー探偵社が新番組として開始した。

## 概要
毎週主に香川県・岡山県でロケを行い一般女性にインタビューをする。
放送時間は前番組の女子アナの深夜はおまかせ!より30分早いが、初回のみは前番組と同じ24:29-24:59の放送だった。
一般公募のリポーターを起用している。

## 出演者
MC
- 亀谷哲也

Dokiリポーター

### 過去の出演者
MC
- 菊池優
- 磯部恵美

コーナーリポーター
- 荻野仁美
- 小御門千絵

準レギュラー
- mimika

Dokiリポーター
- 早瀬友浦

## 主なコーナー

### 香川の美女探し!!
番組のメインコーナー。高松中央商店街や香川大学などで道行く一般女性や高松天満屋や北浜alleyなどの商業施設で働く女性を直撃し、男性の好みなどをインタビューする。たまに岡山県でロケをする場合もあり、その場合はコーナー名が「岡山の美女探し!!」になる。ロケは亀谷哲也が単独で行う場合と、菊池優(現在は磯部恵美)やゲストのmimikaとともに行う場合がある。

### 看板娘を探せ!!
毎週亀谷哲也がその店の看板娘にインタビューする。

### Dokiっとする凄い人!!
著名人が出演し、亀谷哲也と菊池優がインタビューを行う。なお、このコーナーのみは男女を問わず出演する。

### 全国美人女子アナの旅
12月22日より始まったコーナー。亀谷哲也と菊池優が西日本放送のエリア（香川県・岡山県）を飛び出して、系列他局の女子アナとその県を旅する。
第一回目は高知放送の有吉都。